# Las inquietudes de Shanti Andía (pel·lícula)
Las inquietudes de Shanti Andía és una pel·lícula espanyola dirigida el 1947 per Arturo Ruiz-Castillo y Basala amb un guió basat en la novel·la homònima de Pío Baroja. Malgrat l'èxit de la crítica i ser considerada "d'interès nacional" fou criticada, entre altres coses, pel plantejament sobre el mar, veritable protagonista del llibre, i perquè cap dels actors era basc.

## Argument
Shanti Andía, un ancià d'un poble costaner de Guipúscoa, recorda amb nostàlgia les seves vivències com a capità de fragata i el record del seu oncle, l'admirat Juan de Aguirre, prototip de mariner basc amb una biografia carregada de peripècies.

## Repartiment
- Jorge Mistral - Shanti Andía
- Josita Hernán - Mary
- Manuel Luna - Juan de Aguirre
- Jesús Tordesillas - Patricio Allen
- Milagros Leal - Señora de Andía
- Irene Caba Alba - Iñure
- Mari Paz Molinero - Casilda
- José María Lado - Capitán Zaldumbide

## Premis
Tercera edició de les Medalles del Cercle d'Escriptors Cinematogràfics
| Categoria              | Nominats                      | Resultat   |
| ---------------------- | ----------------------------- | ---------- |
| Millor actor secundari | Jesús Tordesillas             | Guanyadora |
| Millor fotografia      | Manuel Berenguer              | Guanyadora |
| Millor música          | Jesús García Leoz             | Guanyadora |
| Premi Gimeno           | Arturo Ruiz-Castillo y Basala | Guanyadora |